# Liolaemus azarai
Espèce
Liolaemus azarai est une espèce de sauriens de la famille des Liolaemidae.

## Répartition
Cette espèce se rencontre :
- en Argentine dans la province de Corrientes ;
- au Paraguay dans les départements d'Itapúa et de Misiones.

## Description
C'est un saurien ovipare.

## Étymologie
Cette espèce est nommée en l'honneur de Féliz Manuel de Azara (1746-1811).

## Publication originale
- Avila, 2003 : A new species of Liolaemus (Squamata: Liolaemidae) from Northeastern Argentina and Southern Paraguay. Herpetologica, vol. 59, no 2, p. 283-292.